# Guido Gonella
Guido Gonella (Verona, 18 settembre 1905 – Nettuno, 19 agosto 1982) è stato un giornalista e politico italiano, segretario della Democrazia Cristiana e ministro della Repubblica italiana.
Fu il primo presidente dell'Ordine dei giornalisti, istituito con legge 3 febbraio 1963, n. 69.

## Attività accademica e giornalistica
Studiò all'Università Cattolica del Sacro Cuore di Milano, dove si laureò in Filosofia con una tesi su Antonio Rosmini. Nel 1928 fu direttore della rivista Azione fucina della Federazione Universitaria Cattolica Italiana (FUCI). Conseguì una seconda laurea in Giurisprudenza alla Sapienza - Università di Roma. Qui fu assistente di Giorgio Del Vecchio, con il quale approfondì gli studi di filosofia del diritto. Successivamente insegnò tale disciplina nelle università di Bari e Pavia. Diresse la rivista Studium e fondò la «Rassegna internazionale di documentazione».
Negli anni trenta collaborò con L'Osservatore Romano e con il periodico L'illustrazione vaticana (1930-1938). Monsignor Montini, il futuro papa Paolo VI, gli affidò sull'Osservatore la rubrica "Acta diurna", che divenne negli anni dei totalitarismi una vera e propria centrale di notizie provenienti da ogni parte del mondo. Gonella si documentava personalmente sulla stampa estera e poteva fornire ai suoi lettori un panorama completo della situazione internazionale, cosa che i giornali italiani invece non potevano offrire, vincolati com'erano dalle maglie della censura. Gonella però era tenuto sotto controllo dalla polizia politica per sospetto antifascismo. Più volte i gerarchi fascisti chiesero a Mussolini di sopprimere il quotidiano vaticano. Ma l'Osservatore Romano apparteneva alla Santa Sede e quindi non poteva essere soppresso dal governo italiano.
Lo scoppio della Seconda guerra mondiale rappresentò una svolta: il 3 settembre, appena due giorni dopo l'inizio del conflitto, Gonella fu arrestato e condotto al carcere di Regina Coeli. Grazie all'intervento di papa Pio XII fu liberato dopo pochi giorni. Poté rientrare alla redazione dell'Osservatore, ma gli fu interdetto l'insegnamento nelle università italiane. A causa
dei continui ostacoli frapposti dal regime all'approvvigionamento di notizie, nel 1940 Gonella chiuse la sua popolare rubrica sul quotidiano vaticano.
(Guido Gonella, Rieducare, Il Popolo ed. romana, 20 giugno 1944)
Nel dopoguerra l'attività politica nella Democrazia Cristiana divenne prevalente, pur senza abbandonare quella giornalistica: un certo numero di articoli de L’Osservatore Romano riguardanti la ricostruzione post-bellica furono pubblicati, ad esempio, proprio a sua firma. Sulle pagine del quotidiano ufficiale del partito, Il Popolo, "Guido Gonella richiamava alla memoria le parole di Vincenzo Gioberti che ribadivano a chiare lettere la vocazione missionaria della nazione".
Dal 1962 diresse il settimanale il centro, di cui restò direttore fino al 1965 
Dal 1965 al 1971 fu il primo presidente dell'Ordine dei giornalisti.

## Attività politica

Guido Gonella nel 1970.

Già prima della guerra, Gonella aveva iniziato a collaborare con Alcide De Gasperi e altri esponenti politici democristiani. Adriano Ossicini ha ricordato come don Giuseppe De Luca riprendeva scherzosamente un verso di Dante e, con riferimento a Gonella e a De Gasperi, faceva dire a Montini: «Guido, io vorrei che tu, Alcide e io fondassimo un partito dei cristiani».
Nel luglio del 1943 Gonella prese parte ai lavori che portarono alla redazione del Codice di Camaldoli. In autunno diede vita in clandestinità al quotidiano Il Popolo, organo ufficiale della Democrazia Cristiana.
Al I Congresso nazionale della DC (Roma, 25 aprile 1946) Gonella fu incaricato da De Gasperi di curare la presentazione del programma. Ne uscì una relazione brillante, il “discorso delle libertà”, nel quale l'esponente veronese elencò le libertà che dovevano essere conquistate tramite l'azione politica.
Per la Democrazia Cristiana fu eletto prima deputato e poi senatore; nel 1950 "alla segreteria veniva eletto Guido Gonella, che rimaneva anche ministro all’Istruzione, personaggio di un certo prestigio culturale, ma inadatto a esercitare un ruolo di quel tipo essendo poco capace di decisioni rapide e di visioni pregnanti". Baget Bozzo sostenne che si trattò di una mossa di De Gasperi per evitare la nomina di Piccioni che invece avrebbe potuto, in una ritrovata sintonia con Dossetti, fare del partito un reale contraltare al governo.
Da segretario del partito, nei confronti della CISL "mostrava una posizione esplicita: «il concetto del sindacato libero è grossolanamente errato e diventa oppressivo quando si ritiene escludere da esso ogni presenza di un ordine sistematico di idee (ideologie) al quale il lavoratore ha il diritto di aderire ed essere fedele con assoluta coerenza»".
Nel Consiglio nazionale della DC che si svolse ad Anzio dal 21 al 24 giugno del 1952 "la formulazione della mozione sottolinea la propensione della linea degasperiana, sostenuta dal segretario di partito, Gonella, e dalla corrente di «Iniziativa democratica» di Paolo Emilio Taviani, a trasferire alle politiche, pur con gli adeguamenti del caso, il principio correttivo della proporzionale, che si era già sperimentato nelle amministrative: apparentamento e premio di maggioranza diventano dunque i due elementi che dovrebbero garantire, con un rigido accordo nazionale tra i partiti di centro, la possibilità di gestire nei migliori dei modi possibili il risultato elettorale".

## Attività istituzionale
Guido Gonella svolse una carriera ministeriale sviluppatasi soprattutto negli anni del centrismo; fu più volte Ministro della pubblica istruzione dal 1946 al 1951.
Fu più volte Ministro di grazia e giustizia tra il 1953 e il 1973. Stante il suo ruolo esercitato ai tempi dell'Assemblea costituente, nel 1954 Antonio Segni "conferì a Gonella, quale Ministro senza portafoglio, l’incarico di coordinare l’attuazione delle norme costituzionali".
Con il peso derivante dall’essere un "ex segretario nazionale della Dc Guido Gonella tra il maggio 1957 e il febbraio 1962", per la nascita del Consiglio superiore della magistratura nomina una "commissione di concertazione (...) per far fronte al nuovo blocco che fa seguito alle discussioni parlamentari condotte dal suo predecessore Moro tra il novembre 1956 e il febbraio 1957. Riunendo attorno al ministro parlamentari e rappresentanti della magistratura, questa commissione è incaricata di sciogliere i nodi della riforma e di costruire un consenso. Escludendo sia i magistrati «rinnovatori» sia i rappresentanti dei partiti politici di sinistra, essa mette a confronto la parte dell’alta magistratura più vicina al ministero e i responsabili degli affari giudiziari della Dc".
A partire dalle mozioni Basso, Malagodi e Tripodi del 1965, si iniziò a discutere apertamente della revisione del Concordato con l’istituzione nel parlamento italiano della cosiddetta commissione Gonella, nel novembre 1968. Nel 1976 – anche in ragione dell’esito del referendum sul divorzio (1974) – "viene istituita una commissione paritetica per una revisione «equa e moderna» – come scriveva «L’Osservatore Romano» – del Concordato" e nel 1979 Gonella fu chiamato a presiederla, con la partecipazione di Arturo Carlo Jemolo e di Roberto Ago.
Durante il suo ultimo incarico al ministero della Giustizia, Gonella rimise in corsa il disegno di legge cui derivò la legge 11 agosto 1973, n. 533 in materia di controversie di lavoro. Fu, questa, la prima riforma di larga portata dopo la revisione del 1950 al codice di procedura civile; inoltre rappresentò, per la modernità delle soluzioni adottate, un modello per le successive riforme.

## Pubblicazioni
- La filosofia del diritto secondo Antonio Rosmini, 1934
- La crisi del contrattualismo, 1937
- La nozione di bene comune, 1938
- Diritto e morale, 1939
- Principio di un ordine sociale, 1942
- Presupposti di un ordine internazionale, 1943
- Le tribolazioni della democrazia, 1978
- L’europeismo di De Gasperi: omaggio a De Gasperi nel centenario della nascita, Roma, Cinque Lune, 1981
- Dalla guerra alla ricostruzione, 1983 (postumo)